# Ломаченко Анатолій Миколайович
Анатолій Миколайович Ломаченко (нар. 14 грудня 1964 року) — український тренер з боксу. Тренер і батько дворазового олімпійського чемпіона і чемпіона світу Василя Ломаченка. Заслужений тренер України (2006).
Грав провідну роль у підготовці національної збірної України з боксу. Зокрема готував збірну до Чемпіонату світу з боксу 2011 року, де Україна виборола першість, та до Олімпійських ігор 2012 року, де збірна посіла друге місце.

## Біографія
Анатолій Ломаченко народився 14 грудня 1964 року в Білгороді-Дністровському, і більшу частину життя віддав середній школі № 5, в якій закінчив дев'ять класів і пропрацював учителем фізкультури.
Після армії вступив до Одеського педагогічного інституту імені Ушинського на кафедру фізвиховання (закінчив в 1986 році). В армії й інституті займався боксом, став кандидатом у майстри спорту.
1987 року став тренером Білгород-Дністровського боксерського клубу «Аккерман», в стінах якого виховав чимало перспективних спортсменів. Одним з перших його підопічних, які проявили себе на міжнародному рівні, став Олег Єзус — призер першості Європи й володар Кубка Балканських країн 1999 року серед молоді. Але безумовно найкращим учнем є син Василь, в якому наставник втілив мрію свого життя — виростити переможця Олімпійських ігор.
До перших помітних перемог на аматорському ринзі батько привів сина у 2004 році, вигравши з ним чемпіонат України й чемпіонат Європи серед кадетів в категорії до 46 кг. Після цього почалося стрімке сходження Василя в дорослому боксі, в якому він став 6-кратним чемпіоном країни (2005, 2007, 2008, 2009, 2010, 2011), дворазовим чемпіоном світу (2009, 2011), олімпійським чемпіоном (2008, 2012) і володарем однієї з найпрестижніших індивідуальних нагород в аматорському боксі Кубок Вела Баркера (2008), який вручається найбільш технічному боксеру олімпійського турніру.
Після Ігор у Лондоні в жовтні 2012 року допомагав синові й всій команді «Українські отамани» в підготовці до виступів в WSB. По закінченню сезону син перейшов у професійний бокс, а він став його головним тренером.
Василь відразу зайняв помітне місце серед головних претендентів на чемпіонські пояси за основними версіями в напівлегкій вазі (до 57,2 кг). Титул чемпіона світу за версією WBO здобув вже в третьому бою: 21 червня 2014 року побивши Гері Расселла-молодшого, син Анатолія Миколайовича став другим в історії боксером, який завоював титул чемпіона світу на професійному ринзі в третьому бою, і побив своєрідний рекорд, ставши першим боксером в історії, який зумів стати чемпіоном світу, маючи до завоювання цього титулу всього один виграний поєдинок. Після цього бою Василь двічі захистив титул і перейшов у другу напівлегку вагу (до 59 кг). 11 червня 2016 року виграв титул WBO у Романа Мартінеса і встановив рекорд професійного боксу за швидкістю завоювання чемпіонських поясів у двох вагових категоріях.
Успіхи Василя Ломаченка змусили фахівців пильніше придивитися до його наставника: популярний боксерський портал SecondsOut назвав Анатолія Ломаченка найкращим тренером світу за підсумками 2016 року. А промоутер Боб Арум зазначив:
"… Я думаю, що Анатолій, можливо, кращий тренер світу на сьогоднішній день. Подивіться-но, що він зробив з Олімпійською збірною України. Олександр Усик — чемпіон світу. Олександр Гвоздик — вже бився в андекарді Ковальова, і ймовірно він — майбутній чемпіон світу. А їх тренував батько Василя Ломаченка. Він доклав зусиль для свого сина.— Джерело:БОКС-ТВ
У 2018 році Анатолій Ломаченко взяв участь у підготовці Олександра Усика до бою з Гассієвим, в результаті якого боксер став абсолютним чемпіоном у своїй ваговій категорії.

## Особливості тренувального процесу
В основі методики Ломаченка — багатосторонній розвиток боксера, створення такого собі «універсального солдата».
Для вдосконалення роботи ніг Анатолій Ломаченко віддав юного сина Василя на три роки на народні танці. Потім, для формування витривалості й злагодженості роботи м'язової системи організму, була секція боротьби. Далі пішли ігрові види спорту, марафонські дистанції й запливи через Дністровський лиман. Вправи на розвиток уважності й швидкості мислення, розв'язування кросвордів, ходьба на руках. Для розвитку витривалості Анатолій Ломаченко змушував вихованців затримувати дихання на три хвилини по декілька разів із хвилинною перервою.
На думку боксера Дениса Берінчика Анатолій Ломаченко є найкращим тренером боксу на пострадянському просторі, оскільки він постійно вдосконалює свої методи тренування та розуміється на біомеханіці й фізіології.

## Відзнаки
- Почесна грамота міського голови Одеси (2006)[5]
- Найкращий тренер Одеської області за опитуванням спортивних журналістів (2007, 2008, 2009)
- Найкращий тренер світу за версією боксерського порталу (2010)[6]
- Кавалер ордену «За заслуги» III ступеня (2011)[7]
- Кавалер ордену «За заслуги» II ступеня (2012)[8]
- Кавалер ордену «За заслуги» І ступеня (2020) — за значний особистий внесок у державне будівництво, соціально-економічний, науково-технічний, культурно-освітній розвиток України, вагомі трудові здобутки та високий професіоналізм[9]
- Найкращий тренер світу за версією боксерського порталу SecondsOut (2016)[10]
- Тренер року[en] за версією Американської асоціації журналістів, які пишуть про бокс (2017).[1]
- Тренер року за версією журналу The Ring (2018).[11]